# 蒼蠅座γ
蒼蠅座γ，又名CP-71 1336，HD 109026、SAO 256955、HR 4773，是蒼蠅座的一颗恒星，视星等为3.87，位于銀經301.46，銀緯-9.32，其B1900.0坐标为赤經12h 26m 29.4s，赤緯-71° -9.32′ 50″。